# アウシュヴィッツ平和博物館
アウシュヴィッツ平和博物館（Auschwitz Peace Museum）は、福島県白河市に位置する、ドイツが建設したアウシュヴィッツ＝ビルケナウ強制収容所、及びナチ政権時代の資料を展示する、特定非営利活動法人アウシュヴィッツ平和博物館が運営する博物館である。

## 歴史
- 1988 - 1998年、 ポーランド国立オシフィエンチム博物館（Państwowe Muzeum Auschwitz-Birkenau w Oświęcimiu）の資料を展示する全国巡回展。開催数 110、入場者数 90万人
- 2000年4月、アウシュヴィッツ平和博物館（栃木県塩谷町）開設。
- 2003年4月、福島県白河市白坂に移転
- 2004年4月、特定非営利活動法人化

なお、かつてオシフィエンチムと姉妹都市となった広島県黒瀬町（現・東広島市）が、アウシュヴィッツ関連の資料を永久貸与されて平和博物館を建設する構想を立てたが、資金難や住民の反対により実現しなかった。